# Hypalastoroides elongatus
Hypalastoroides elongatus är en stekelart som först beskrevs av Brethes 1903.  Hypalastoroides elongatus ingår i släktet Hypalastoroides och familjen Eumenidae. Utöver nominatformen finns också underarten H. e. unifasciatus.